# Annemarie Wolff (Politikerin)
Annemarie Wolff (* September 1990 in Ludwigsfelde) ist eine deutsche Politikerin (SPD). Sie ist seit 2024 Mitglied im Landtag Brandenburg.

## Leben
Nach dem Abitur am Hedwig-Bollhagen-Gymnasium in Velten begann Wolff ein Studium von Kunst- und Kulturmanagement in Karlsruhe, das sie nach kurzer Zeit abbrach. Später absolvierte sie eine Ausbildung zur Veranstaltungskauffrau.

## Politik
Wolff ist Mitglied der SPD. Bei der Landtagswahl in Brandenburg 2024 kandidierte sie im Landtagswahlkreis Uckermark III/Oberhavel IV und zog über die Landesliste in den Landtag Brandenburg ein.